# Ogmodon vitianus
Ogmodon vitianus је гмизавац из реда Squamata. 

## Угроженост
Ова врста се сматра рањивом у погледу угрожености врсте од изумирања.

## Распрострањење
Фиџи је једино познато природно станиште врсте.

## Станиште
Врста Ogmodon vitianus има станиште на копну.